# Creed III
Creed III är en amerikansk dramafilm från 2023. Michael B. Jordan har regisserat filmen medan Keenan Coogler, Zach Baylin och Ryan Coogler skrivit manus.
Filmen hade biopremiär i Sverige den 1 mars 2023, utgiven av SF Studios.

## Handling
Efter att ha dominerat boxningsvärlden har Adonis Creed  njutit av sin karriär och sitt familjeliv. När en barndomsvän och före detta boxare dyker upp, blir mötet mellan de två gamla vännerna mer än bara en fight.

## Rollista (i urval)
- Michael B. Jordan – Adonis "Donnie" Creed
- Alex Henderson – Unga Adonis "Donnie" Johnson
- Tessa Thompson – Bianca Taylor
- Jonathan Majors – Damian "Dame" Anderson
- Wood Harris – Tony "Little Duke" Evers
- Phylicia Rashad – Mary Anne Creed